# În (digramme)
Cette page contient des caractères spéciaux ou non latins. S’ils s’affichent mal (▯, ?, etc.), consultez la page d’aide Unicode.
Pour les articles homonymes, voir IN.
În (minuscule în) est un digramme de l'alphabet latin composé d'un I accent circonflexe (Î) et d'un N. 

## Linguistique
- En français, il représente le son [ɛ̃] dans de rares formes conjuguées comme vous vîntes.

## Représentation informatique
À la différence d'autres digrammes, il n'existe aucun encodage du « în » sous la forme d'un seul signe. Il est toujours réalisé en accolant les lettres I accent circonflexe (Î) et N,.